# Chloridolum heyrovskyi
Chloridolum heyrovskyi là một loài bọ cánh cứng trong họ Cerambycidae.